# Germán Reyes
Germán Reyes Opazo (* 20. November 1902; † 21. Juli 1970) war ein chilenischer Fußballspieler. Der Verteidiger absolvierte drei Länderspiele für die chilenische Nationalmannschaft und nahm mit dieser an den Olympischen Sommerspielen 1928 in Amsterdam teil.

## Vereinskarriere
Germán Reyes begann beim Liceo de Concepción mit dem Fußballspielen und debütierte 1921 in der regionalen Liga. Nach einer Tour vom CSD Colo-Colo durch Südchile verpflichtete der Klub den Stürmer aus Concepción. Bei den Albos spielte er bis 1930 und gewann regionale Titel, da eine nationale Meisterschaft noch nicht existierte.

## Nationalmannschaftskarriere
Durch seine Leistungen beim Liceo de Concepción wurde Germán Reyes schon 1924 von Trainer Carlos Acuña zum Campeonato Sudamericano 1924 in Uruguay nominiert. Dort debütierte der Stürmer bei der 0:5-Niederlage gegen Gastgeber Uruguay. Auch bei den Niederlagen gegen Argentinien und Paraguay bestritt Reyes weitere Turnierspiele. La Roja landete auf dem vierten und letzten Platz bei der Südamerikameisterschaft.
Germán Reyes wurde zudem für die Olympischen Sommerspiele 1928 in Amsterdam nominiert. Dort kam der Stürmer aber nicht zum Einsatz. Er absolvierte somit drei Länderspiele für Chile, in denen er ohne Torerfolg blieb.

## Erfolge
Colo-Colo
- Serie F de la Liga Central de Football de Santiago: 1928
- Liga Central de Football de Santiago: 1929
- División de Honor: 1930